# Cristulosia deceptans
Cristulosia deceptans là một loài bướm đêm thuộc phân họ Arctiinae, họ Erebidae.